# Yersinia enterocolitica
Yersinia enterocolitica is een gram-negatieve bacil (bacterie) uit de familie van de Enterobacteriaceae. Als een humaan pathogeen is Y. enterocolitica een verwekker van enteritis (maag- en darmontstekingen) en diarree. Een infectie met Y. enterocolitica kent meestal een mild en zelflimiterend ziekteverloop maar kan variëren van asymptomatisch tot levensbedreigend.
Een besmetting met Y. enterocolitica wordt yersiniose genoemd en kan in bepaalde gevallen verward worden met een acute appendicitis.

## Geschiedenis en voorkomen
De bacteriën van het genus Yersinia zijn gram-negatieve Enterobacteriaceae. Van de 17 beschreven soorten staan er 3 als humaan pathogeen bekend:  Yersinia pestis, Yersinia pseudotuberculosis en Yersinia enterocolitica. Oorspronkelijk werden ze Pasteurella pestis genoemd naar Louis Pasteur. In 1940 werd de naam veranderd tot Yersinia naar Alexandre Yersin, medewerker van het befaamde Institut Pasteur, die in 1894 voor het eerst de bacterie Yersinia pestis, de verwekker van de pest, beschreef.
Y. enterocolitica  werd in 1934 voor het eerst beschreven door McIver en Picke onder de naam Flavobacterium pseudomallei. In 1939 werd door Schleifstein en Coleman voor het eerst het verband met humane infecties gelegd door 5 humane isolaten van Y. enterocolitica te beschrijven onder de naam Bacterium enterocoliticum. Pas in 1964 kreeg de bacterie zijn huidige naam en werd ze ingedeeld in de familie van de Enterobacteriaceae. Frederiksen beschreef namelijk meerdere gevallen van gastro-intestinale aandoeningen waarbij de bacterie aangetoond kon worden.
Het micro-organisme komt zo goed als overal ter wereld voor maar infecties komen voornamelijk voor in koelere gebieden zoals Canada, Noord-Europa en Japan.  De prevalentie piekt in de maanden november tot januari. Door de moderne voedselbewaringstechnieken komt de infectie eerder zelden voor met jaarlijks 1 tot 3 door een kweek bevestigde Y. enterocolitica infecties per 100 000 inwoners. In Europa zijn er jaarlijks 8000 tot 10000 gerapporteerde gevallen met een lichte neerwaartse trend gedurende de laatste 10 jaar. Voor België zijn er jaarlijks 200-400 gerapporteerde gevallen. Yersiniose is in Europa de derde meest frequente zoönose, voorafgegaan door infecties met Campylobacter en Salmonella. Onder de benaming humane yersiniose vallen alle infecties met de verschillende Yersinia-soorten, dus zowel de infecties met Y. pestis, Y. pseudotuberculosis als met Y. enterocolitica. Aangezien Y. pestis niet meer in Europa voorkomt en Y. pseudotuberculosis een zeer lage Europese prevalentie heeft, is het vooral Y. enterocolitica die humane yersiniose veroorzaakt.
De bacterie is pleomorf: hun vorm kan variëren van kleine coccobacillen tot verlengde bacillen. Bij 22-25°C zijn ze beweeglijk door middel van een flagel maar bij 35-37°C verliezen ze deze mogelijkheid. Y enterocolitica vormt een heterogene groep van organismen op basis van biochemische en genetische eigenschappen. Zo wordt de soort onderverdeeld in 6 biotypes (1A,1B,2,3,4 en 5) op vlak van biochemische eigenschappen en bestaan er meer dan 70 verschillende serotypes op basis van genetische verschillen in het o-antigen. De pathogeniciteit en geografische spreiding is voor elk biotype verschillend. Zo komen biotype 4, serotype 0:3 en biotype 2, serotype o:9 het meest voor in Europa.
De bacterie hecht zich vast aan de mucuslaag van de gastro-intestinale epitheelcellen in de ileocaecale regio van de dunne darm. Na het doordringen van de mucuslaag hecht de bacterie zich vast aan de microvilli dankzij een groot fibrillair membraan proteïne (YadA). Na het binnendringen in de speciale epitheelcellen (m-cellen) bereiken de micro-organismen de Peyerse platen en veroorzaken zo de gastro-intestinale symptomen. De ernst van de symptomen hangt af van verschillende factoren zoals de leeftijd en algemene gezondheid van de gastheer, het biotype en de serogroep. Jonge kinderen worden veruit het meest frequent geïnfecteerd. Vier tot zes dagen na de blootstelling treden de eerste symptomen op en na het doorlopen van de ziekte kan men nog maanden drager blijven van de bacterie.

## Ziekteverloop
Een infectie ontstaat na de inname van met de bacterie besmet voedsel of drank. Ook via een bloedtransfusie is een overdracht mogelijk.
Het meest voorkomende besmette voedsel is rauwe of niet voldoende verhit varkensvlees. Andere voedselwaren die in verband gebracht worden met het veroorzaken van yersiniose zijn niet gepasteuriseerde melk en melkproducten, vlees, tofu, oesters en vis. Ook rauwe groenten kunnen de bacterie op de oppervlakte met zich meedragen.
Ook gepasteuriseerde melk en melkproducten kunnen vervuild raken met de bacterie omdat deze ook overleeft in een gekoelde omgeving. De belangrijkste dierlijke reservoirs voor deze bacterie zijn varkens, honden, schapen, knaagdieren en katten. De overdracht tussen mensen onderling en een feco-orale transmissie zijn niet bewezen en worden onwaarschijnlijk geacht.
Een infectie met Y enterocolitica presenteert zich gewoonlijk met diarree, lage koorts en buikpijn als voornaamste tekenen. Overgeven komt voor in ongeveer 15-40% van de gevallen.
Enterocolitis is de meest voorkomende manifestatie van een Y enterocolitica infectie. Het komt voornamelijk voor bij jonge kinderen rond de 2 jaar. De incubatieperiode bedraagt 4 tot 6 dagen en de vroegste symptomen zijn lusteloosheid, hoofdpijn en gebrek aan eetlust. Vervolgens zal de patiënt een waterige diarree krijgen met koorts en abdominale pijn. Deze symptomen kunnen 1 tot 3 weken aanhouden maar enterocolitis kent doorgaans een zelflimiterend verloop. Vooral bij jonge kinderen maar ook bij volwassenen kunnen er in zeldzame gevallen ernstige complicaties optreden zoals acute appendicitis, ulceraties en inflammatie van de dunne darm, peritonitis, meningitis en cholangitis.
Bij oudere kinderen en jongvolwassenen komen voornamelijk acute pseudoappendicitis, adenitis en terminale ileitis voor. Deze aandoeningen hebben naast misselijkheid, overgeven en diarree ook de volgende mogelijke symptomen: koorts, abdominale pijn ter hoogte van het rechter onderste quadrant en leukocytose. Bijna 10% van de personen met een niet gediagnosticeerde symptomatische Y enterocolitica infectie bleken een laparotomie ondergaan te hebben wegens een vermoeden van appendicitis.
Meer zeldzame sequelae van een infectie zijn mogelijk. Een vorm van reactieve artritis kan optreden in verschillende gewrichten, typisch 1 tot 2 weken na de maagdarmontsteking met Y enterocolitica en kan tot 4 maanden aanhouden. Nog zeldzamere gevolgen zijn myocarditis en glomerulonefritis.
Sepsis is een zeldzame complicatie waarbij de bacteriën zich buiten het gastro-intestinaal stelsel verspreiden tot in de bloedstroom. Dit komt meestal voor wanneer er sprake is van een onderliggende oorzaak of ziekte zoals diabetes mellitus, alcoholisme, ondervoeding, een immuundefect of een bloedziekte. Dit is een mogelijk levensbedreigende situatie die met spoed medische hulp vereist. Metastatische infecties na een Y enterocolitica septicemie zijn mogelijk; abcessen in de lever, nieren, milt of longen. Ook huidinfecties en laesies, longontsteking, hersenvliesontsteking, endocarditis en osteomyelitis komen voor.

## Behandeling
Er zijn verschillende diagnostische opties beschikbaar maar het meest frequent worden een kweek van een stoelgangstaal en serologische bloedtesten aangewend om de aanwezigheid van Y enterocolitica aan te tonen. Tijdens een colonoscopie kunnen vaak typische aft-achtige laesies en zweren worden opgemerkt in het caecum en het ileum.
De behandeling is in hoofdzaak ondersteunend en heeft het bewaken van een adequate voeding en hydratatie als grondslag. Het gebruik van antibiotica bij een ongecompliceerde diarree is niet aangewezen maar in ernstigere gevallen van enterocolitis kan de ziekteduur mogelijk verkort worden door het gebruik van antibiotica. Bij ouderen, personen met diabetes of cirrose, immuundeficiënte personen en personen die chemotherapie ondergaan is het starten van een antibioticakuur op empirische basis aangewezen.
In het geval van het verspreiden van de bacterie naar niet-intestinale regio's is antibiotica altijd aangewezen. Dit is het geval bijvoorbeeld bij abcessen, longontsteking, meningitis en osteomyelitis.
In bepaalde gevallen is een chirurgische behandeling noodzakelijk. Dit is bijvoorbeeld het geval bij bepaalde abcessen en wanneer een acute appendicitis niet met zekerheid uitgesloten kan worden.
Het gebruik van middelen die de motiliteit van de darm verminderen zoals loperamide (immodium) zijn afgeraden. Y enterocolitica is vaak gedeeltelijk resistent tegen penicillines en bepaalde cefalosporines omdat het organisme beta-lactamase aanmaakt. Geschikte antibiotica zijn onder meer aminoglycosiden, doxycycline en eventueel een fluorchinolon zoals ciprofloxacine.